# 河北航空
38°16′14.93″N 114°41′49.72″E / 38.2708139°N 114.6971444°E
河北航空有限公司（英文：HEBEI AIRLINES Co., Ltd.，简称：河北航空、河北航、冀航）是厦门航空旗下的一家航空公司，总部设于中国河北省石家庄市，主运营基地设在石家庄正定国际机场。
2016年7月，国家发改委与中国民航局正式下发《关于北京新机场航空公司基地建设方案有关事项的通知》。该通知指出，河北航空公司将按照“统一征用、统一规划、统一建设、统一管理”原则进驻北京新机场（北京大兴国际机场）。

## 组建
河北航空前身是东北航空，2006年6月，四川省国资委旗下全资公司川航集团在原有33.5%股权的基础上，又收购东北航63.5%股权，后由河北省国有企业冀中能源旗下单位河北航空投资集团有限公司控股持有。2010年6月29日，河北航空首航。
截至2017年1月，厦门航空持有河北航空至99.47%的股权，至此，河北航空成为厦门航空控股子公司，另外0.53%股权由沈阳中瑞公司持有。
2017年1月25日，波音公司在其中国的官方微博上发布了河北航空所属的机号为B-6868的波音737-800的飞机生产组装视频。
2017年6月17日，河北航空第20架飞机（全新波音737-800，注册号为B-1446）入列暨“乐享河北”号命名仪式在石家庄正定国际机场河北航空基地机库举行，这标志着河北航空进入了向中型航企迈进的新阶段。

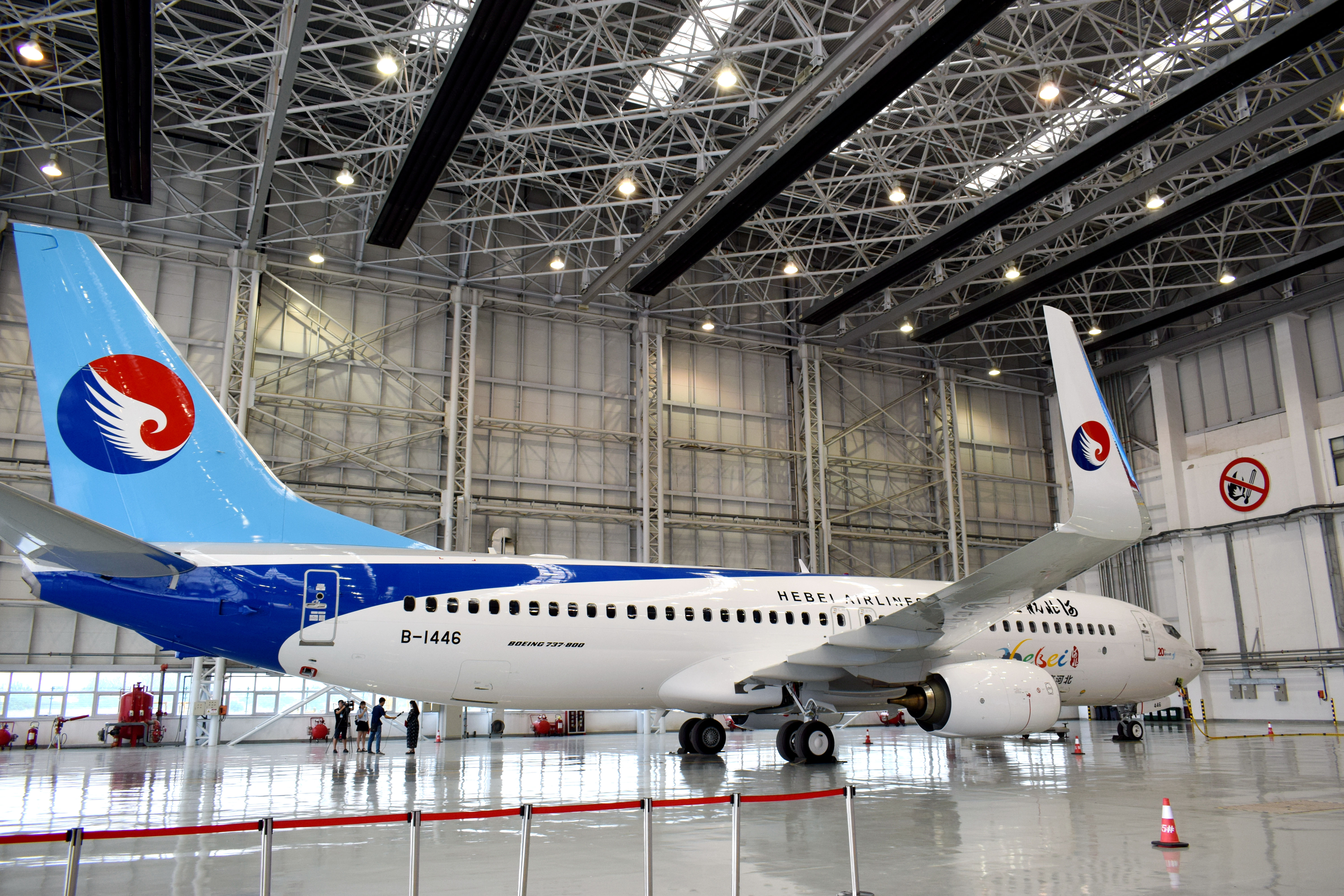
停泊在石家庄国际机场河北航空南基地机库中的“乐享河北”号飞机（第20架飞机，机型：波音737-800，飞机注册号：B-1446）

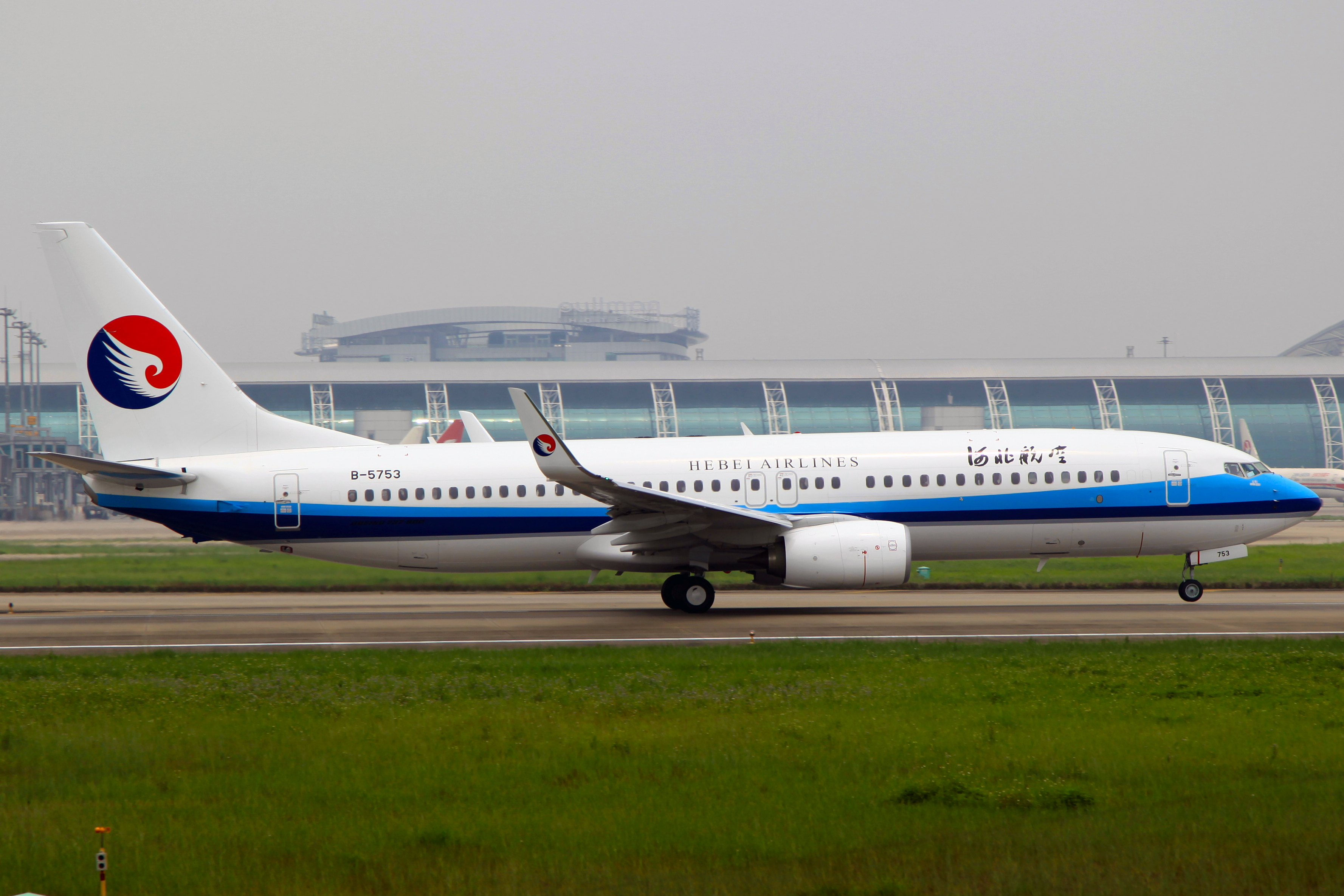
河北航空波音737-700（机号B-5753）飞机

## 厦门航空收购河北航空
2014年上半年，传出河北航空因经营不善将被厦门航空收购。据报道，河北航空2010年至2013年的亏损高达10亿人民币，而母公司冀中能源的主业煤炭收益亦日益缩水，因此才有出手河北航空的想法。期间厦航曾经辟谣仅仅是输出管理人员。
2014年7月7日，厦门航空内部人员开通的微信公众平台“长乐白鹭湾”发表了一篇关于厦航收购河北航空的文章，称“厦航正大力推进河北航重组项目。目前已与河北省人民政府、河北航空投资集团分别签订了相关备忘录和过渡期协议，派出经营班子顺利完成接管，即将于7月签订股权转让协议，8月完成股权交割。”
2014年10月13日，厦门航空与河北航投签订《股权转让协议》。根据此协议，河北航投按照约定的条款和条件将其所持有的河北航空95.40%股权及其拥有的所有权益全部转让给厦门航空，厦门航空同意按照约定的条款和条件受让，收购金额为人民币6.8亿元。厦门航空已与四川航空集团有限责任公司签订股权转让协议，以人民币0.69亿元收购四川航空持有的河北航空3.83%的股权，现厦门航空合计持有河北航空99.47%的股权。
2015年度，河北航空首度扭亏为盈，2016年度实现亿元盈利，2017年度继续保持利润高度增长的向好势态。

## 航點

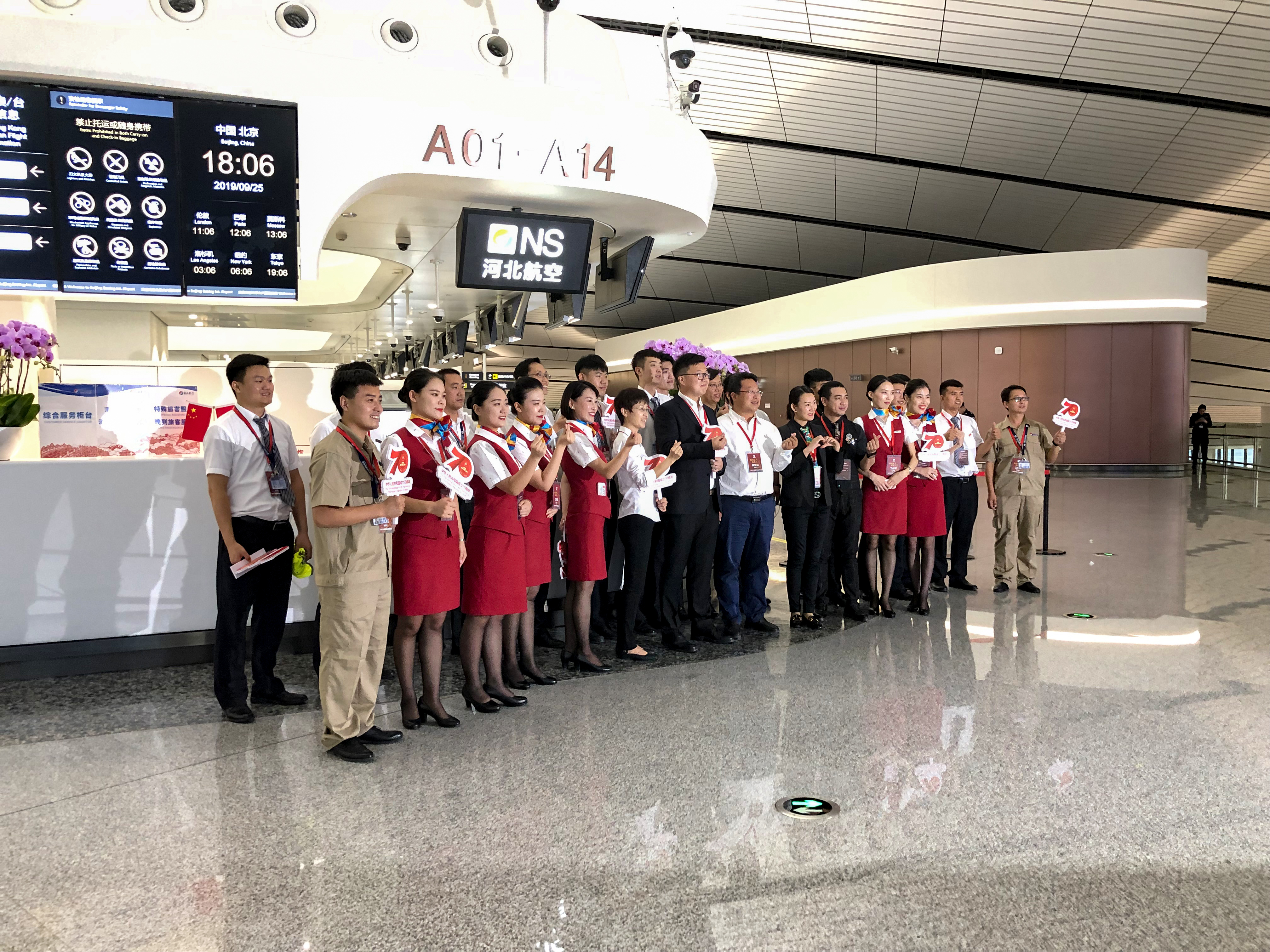
河北航空员工在北京大兴国际机场首航当天

## 机队

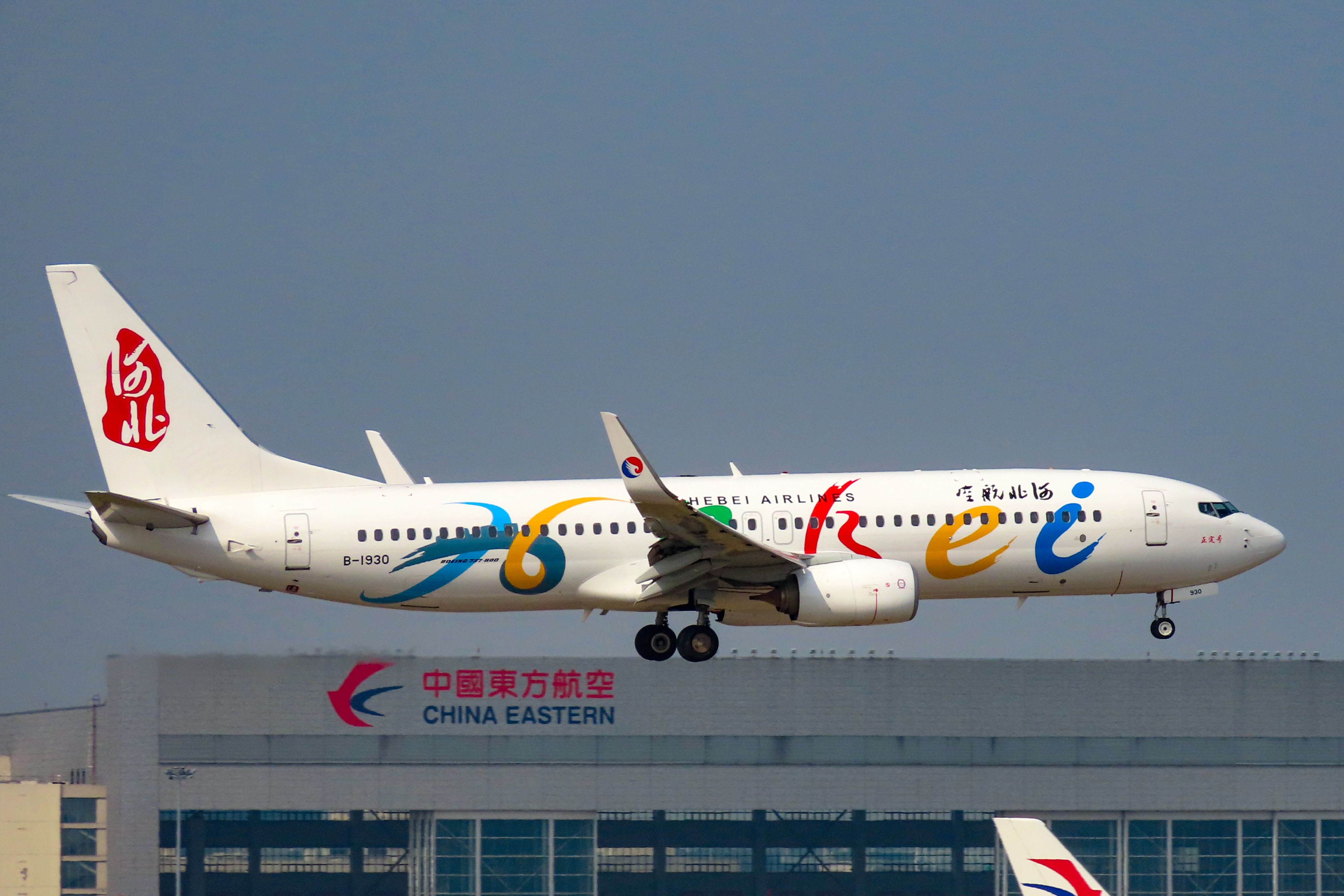
波音737-800“正定号”彩绘机（注册编号B-1930）正在降落于上海虹桥国际机场

根据官网显示，河北航空计划每年新增5架飞机，预计到“十三五”末，河北航空机队规模计划将超过50架。
截至2018年11月，河北航空机队如下：